# Ditario
Ditario o Ritario anche se questa potrebbe essere solo la parte terminale del nome in quanto la lapide ritrovata riportante il nome risulta essere mozzata nella sua parte iniziale (V secolo – Acqui Terme, 26 gennaio 488) è stato un vescovo italiano, vescovo della diocesi di Acqui fino alla sua morte.

## Biografia
Contemporaneo di Epifanio di Pavia è il vescovo di Acqui più antico di cui abbiamo una testimonianza epigrafica: una lapide ritrovata nella chiesa di San Pietro durante il rifacimento del pavimento del 1753 o 1764 che ne riportava la data della morte il 26 gennaio del 488 e che questa avveniva durante il consolato di Dimanio e Sifidio. 
Secondo Gregorio Pedroca durante il suo episcopato ricostruì la chiesa di San Pietro ad Acqui distrutta durante un saccheggio a opera dei Goti.